# 丸田顕
丸田 顕（まるた あきら　1963年9月23日 - ）は、日本の裁判官。大阪地方裁判所判事を経て名古屋地方裁判所岡崎支部判事兼名古屋家庭裁判所岡崎支部判事。長野県出身。

## 経歴
- 1992年　司法修習生
- 1994年　横浜地方裁判所判事補任官
- 1996年　京都地方裁判所・京都家庭裁判所判事補
- 1999年　東京地方裁判所判事補
- 2002年　鹿児島地方裁判所・鹿児島家庭裁判所鹿屋支部判事補
- 2005年　大阪地方裁判所判事（第5刑事部）
- 2008年4月　名古屋地方裁判所・名古屋家庭裁判所岡崎支部判事
- 2011年4月　神戸地裁判事・神戸簡裁判事
- 2014年4月　福岡家裁判事・福岡簡裁判事

## 担当訴訟
- 当時オリックス・バファローズの投手だった前川勝彦のひき逃げ事件（大阪地裁裁判官　懲役2年、執行猶予4年の有罪判決　2007年）

- 五島沖の日本の領海でさんごを採っていたとして、外国人漁業規制法違反の罪に問われた中国人男性に対して、「漁船のGPS装置には領海の表示に限界があり、操業していた場所では日本の領海を示す赤色の表示が出ておらず、被告が領海内だと認識出来なかった」とし、同罪の故意を認めず、無罪判決を下した。（福岡地裁裁判官　2014年）。

なお、丸田顕裁判官は、本件以外にも複数の事件で無罪判決を言い渡している。（なお、日本の刑事訴訟における一審無罪率は1パーセントにも満たない。）
以下は丸田裁判官が2012年以降に下した無罪判決のうちの一部である。
- 暴力団抗争殺人事件で、相手方の組員の殺害を指示したとして組織犯罪処罰法違反（組織的殺人）罪に問われた男性に対し、共謀は認められないとして無罪の判決（神戸地裁裁判長　2012年）

- 仲間と共謀して約2千万円を騙取したとして組織犯罪処罰法違反（組織的詐欺）罪に問われた男性に対し、共謀が認められないとして無罪の判決（神戸地裁裁判長　2012年）

- 3件の合格口利き詐欺をしたとして詐欺罪に問われた女性に対し、うち1件につき犯罪の証明がないとして無罪の判決（神戸地裁裁判官　2013年）

- 入院中に同じく入院していた認知症の80代女性を乱暴しようとしたとして準強姦未遂罪に問われた男性に対し、睡眠薬摂取による心神喪失を認定し無罪の判決（神戸地裁裁判長　2013年）

- 相続税約1億4千万円を脱税したとして相続税法違反罪に問われた女性に対し、脱税の故意がなかったとして無罪の判決（神戸地裁裁判長　2014年）

- 窃盗罪で服役を繰り返し、再び万引きをしたとして常習累犯窃盗罪に問われた女性に対し、心神喪失を認定し無罪の判決（福岡地裁裁判官　2014年）

- 携帯電話の電子メールで結ばれた電子空間は、賭博場開帳図利罪における「賭博場」にはあたらないとして、同罪につき無罪の判決（福岡地裁裁判官　2015年）

- 窃盗2件と傷害1件の罪に問われた男性に対し、警察の「面割り」の捜査がずさんで犯人と認定できないとして、窃盗1件と傷害1件につき無罪の判決（福岡地裁裁判官　2015年）

- 危険ドラッグを販売したとして薬事法違反罪に問われた男性に対し、購入した客の供述はうのみにできないとして無罪の判決（福岡地裁裁判官　2016年）

- 詐欺未遂罪に問われた兵庫県尼崎市の男性（35）に対し、丸田は2016年9月12日、無罪判決（求刑・懲役3年）を言い渡した。男性は氏名不詳者らと共謀し、2015年3月16日頃、福岡県大野城市の80歳代の女性に電話をかけ、現金を払えば、ロト6に必ず当選する特別抽選に参加できるとうそをつき、150万円を要求、警察に相談するなどして同23日に詐欺に気付き、福岡県警の捜査に協力。24日、だまされたふりをして現金を入れたように見せかけた箱を、指定された大阪市のマンションの一室に発送。25日、荷物を受け取った男性を県警が逮捕した。丸田は判決で、男性が「受け子」として指示を受けたのは24日と認定。この段階で、女性が詐欺に気づいていたと指摘した。そのうえで、女性が箱を送ったのは犯人逮捕に協力するためで、詐欺は成立しないとした。（福岡地裁裁判官　2016年）
- その他
  - 福岡地裁の交通死亡事故の公判で、丸田顕裁判官は判決を読み上げた際に亡くなった2歳女児の名前を誤り、閉廷後に指摘され、丸田裁判官はその場で謝罪したが、遺族が「それだけですか」と反発。泣き崩れる人もおり、傍聴席から「名前くらいちゃんと言って」との声も上がった。その後、丸田裁判官は遺族を除く傍聴者に退廷を指示し、非公開で遺族らと約５分間話し合った。